# Procambridgea
Procambridgea is een geslacht van spinnen uit de  familie van de Stiphidiidae.

## Soorten
- Procambridgea carrai Davies, 2001
- Procambridgea cavernicola Forster & Wilton, 1973
- Procambridgea grayi Davies, 2001
- Procambridgea hilleri Davies, 2001
- Procambridgea hunti Davies, 2001
- Procambridgea kioloa Davies, 2001
- Procambridgea lamington Davies, 2001
- Procambridgea montana Davies, 2001
- Procambridgea monteithi Davies, 2001
- Procambridgea otwayensis Davies, 2001
- Procambridgea ourimbah Davies, 2001
- Procambridgea rainbowi Forster & Wilton, 1973